# Orísoain
Orísoain ist ein Ort und eine Gemeinde (Municipio) in der Comunidad Foral Navarra in Nordspanien mit 72 Einwohnern (Stand: 2024). 

## Lage
Orísoain liegt etwa 22 km südsüdöstlich von Pamplona in einer Höhe von ca. 580 m.

## Sehenswürdigkeiten

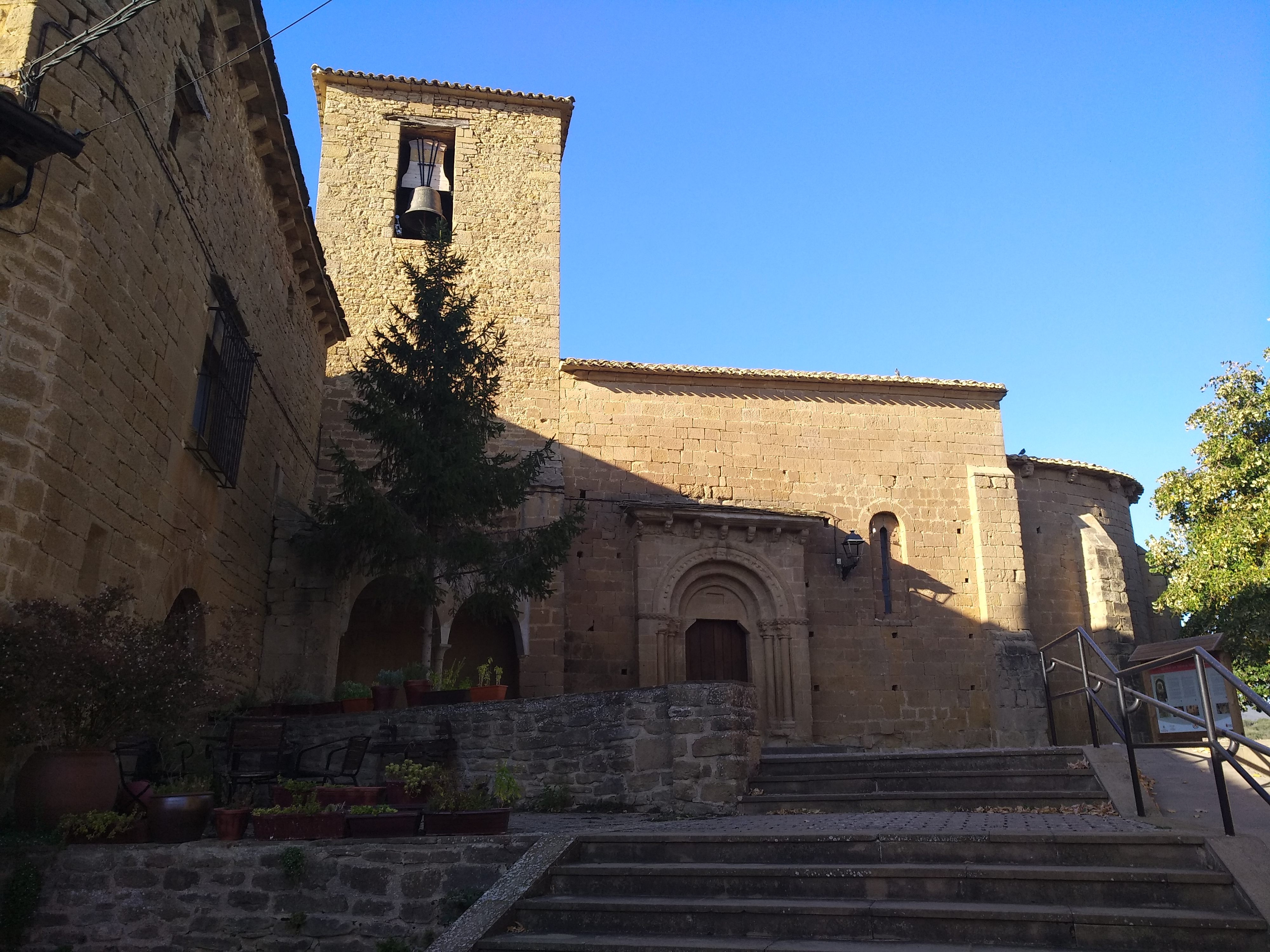
Martinskirche

- Martinskirche